# 名取中央スマートインターチェンジ
名取中央スマートインターチェンジ（なとりちゅうおうスマートインターチェンジ）は、宮城県名取市にある仙台東部道路のスマートインターチェンジである。名取市中心部に位置しており、開通後は周辺の大型商業施設へのアクセスが改善している。

## 概要
本線直結型である。利用可能車種はETC搭載の全車種で24時間運用。上下線ともに出入可となっている。

## 道路
- E6 仙台東部道路（31番）

## 接続する道路
- 名取市道飯野坂杉ヶ袋線

## 沿革
- 2013年（平成25年）
  - 5月20日 : 連結許可[2]。
  - 6月11日 : 事業許可[2]。
  - 7月1日 : 工事開始[2]。
- 2015年（平成27年）12月20日 : 着工[2][3]。
- 2017年（平成29年）3月18日 : 供用開始[1][4]。

## 周辺
- 国道4号（仙台バイパス）
- 仙台空港鉄道仙台空港線 杜せきのした駅
- イオンモール名取

## 隣
E6 仙台東部道路
(30) 仙台空港IC - (31) 名取中央スマートIC - (32) 名取IC